# Ingvar Kamprad
Ingvar Feodor Kamprad (født 30. marts 1926 på gården Elmtaryd i Agunnaryd sogn, Ljungby kommune, Kronobergs län i Småland i Sverige, død 27. januar 2018 i Småland) var grundlægger af møbelkæden IKEA. Kamprad boede siden 1976 i Epalinges i Schweiz.
Ikea-stifteren blev født i 1926 i Småland som tredjegenerationsindvandrer med bedsteforældre fra Tyskland. Gården Elmtaryd i Småland, hvor Ingvar Kamprad blev født, var på 500 hektar og den største på egnen. Farfaren var en formuende godsejer, og slægten på moderens side ejede den største levnedsmiddelbutik i Älmhult. Ingvar Kamprad var langt ude i familie med den tyske feltmarskal og rigspræsident Paul von Hindenburg.
Som stor dreng begyndte Kamprad at gøre forretninger ved fra sin cykel at sælge tændstikker til naboerne. Han opdagede, at han i Stockholm kunne købe store partier tændstikker meget billigt, sælge dem i mindre partier til en lav pris og alligevel få en god profit ud af det. Han udvidede med salg af fisk, juledekorationer, frø og senere kuglepenne og blyanter. Da Kamprad var 17 år, gav hans far ham en gave for at have bestået sin eksamen. Han anvendte gaven til at etablere, hvad der i dag er IKEA, oprettet i 1943. Firmanavnet IKEA består af initialerne fra hans navn og adresse: Ingvar Kamprad, gården Elmtaryd ved landsbyen Agunnaryd. Kamprad var gift to gange. Sidst med Margaretha. Sammen fik de børnene: Peter Arras Feodor (f. 1964), Hans Jonas Ingvar (f. 1966) og Niclas Achim Mathias (f. 1969). Fra hans første ægteskab med Kerstin Wadling fra 1950 til 1960 havde han adoptivdatteren Annika.
Kamprad døde den 27. januar 2018 efter kort tids sygdom i sit hjem i Småland.
Siden 1988 har Ingvar Kamprad ikke haft en operationel rolle i Ikea, men har fungeret som seniorrådgiver.

## Kontroverser
I 1942 blev Kamprad medlem af den nazivenlige Nysvenska Rörelsen, og så sent som i september 1945 donerede han penge til det og hvervede medlemmer. Han var også på venskabelig fod med bevægelsens leder, Per Engdahl. I 1950'erne ophørte hans aktiviteter i Nysvenska Rörelsen. Kamprads medlemskab blev ikke offentligt kendt før i 1994, da nogle af Per Engdahls personlige breve blev offentliggjort ved dennes død. Efter afsløringen har Kamprad flere gange beklaget sit medlemskab. Han skrev personlige breve til alle koncernens ansatte af jødisk herkomst, hvori han bad om tilgivelse. De ansatte i IKEA-varehuset i Älmhult svarede med en fax, som alle underskrev. I et interview fra 2010 sagde Kamprad dog om grundlæggeren af Nysvenska Rörelsen, den livslange højreekstremist Per Engdahl, at han så ham som "et stort menneske, det vil jeg holde fast ved, så længe jeg lever".
Ifølge TV 2 Nyhederne benyttede IKEA i 1970'erne og 1980'erne underleverandører der fik arbejdet udført af politiske fanger og almindelige kriminelle i DDR's fængsler, som en form for tvangsarbejde.[kilde mangler]
Gennem årene har han fået en del kritik i hjemlandet for i 40 år at have levet i skattely i Schweiz. En stor del af pengene fra Ikea kommer over i fonden Interogo, der ejer varemærket IKEA og hele konceptet.[kilde mangler]